# Maud von Rosen
Maud Florence Ella von Rosen (Estocolmo, 24 de diciembre de 1925) es una jinete sueca que compitió en la modalidad de doma.
Participó en los Juegos Olímpicos de Múnich 1972, obteniendo una medalla de bronce en la prueba por equipos. Ganó una medalla de bronce en el Campeonato Europeo de Doma de 1971.

## Palmarés internacional
| Juegos Olímpicos   | Juegos Olímpicos | Juegos Olímpicos  | Juegos Olímpicos |
| Año                | Lugar            | Medalla           | Categoría        |
| ------------------ | ---------------- | ----------------- | ---------------- |
| 1972               | Múnich (RFA)     | Medalla de bronce | Por equipos      |
| Campeonato Europeo |                  |                   |                  |
| Año                | Lugar            | Medalla           | Categoría        |
| 1971               | Wolfsburgo (RFA) | Medalla de bronce | Por equipos      |